# Microrégion de Mogi das Cruzes
 (février 2025).
Si vous disposez d'ouvrages ou d'articles de référence ou si vous connaissez des sites web de qualité traitant du thème abordé ici, merci de compléter l'article en donnant les références utiles à sa vérifiabilité et en les liant à la section « Notes et références ».
La microrégion de Mogi das Cruzes est l'une des sept microrégions qui subdivisent la mésorégion métropolitaine de São Paulo de l'État de São Paulo au Brésil. La région est également nommée "Alto Tietê", du nom du rio Tietê.
Elle comporte 8 municipalités qui regroupaient 1 249 946 habitants en 2010 pour une superficie totale de 2 062 km².

## Municipalités[1]
- Biritiba-Mirim
- Ferraz de Vasconcelos
- Guararema
- Itaquaquecetuba
- Mogi das Cruzes
- Poá
- Salesópolis
- Suzano